# Willa przy ul. Nyskiej 2 w Prudniku
Willa przy ul. Nyskiej 2 w Prudniku – zabytkowa willa znajdująca się przy ul. Nyskiej 2 w Prudniku. Funkcjonowała w niej Biblioteka Śląska – jedna z największych w Europie tematycznych kolekcji książek.

## Historia

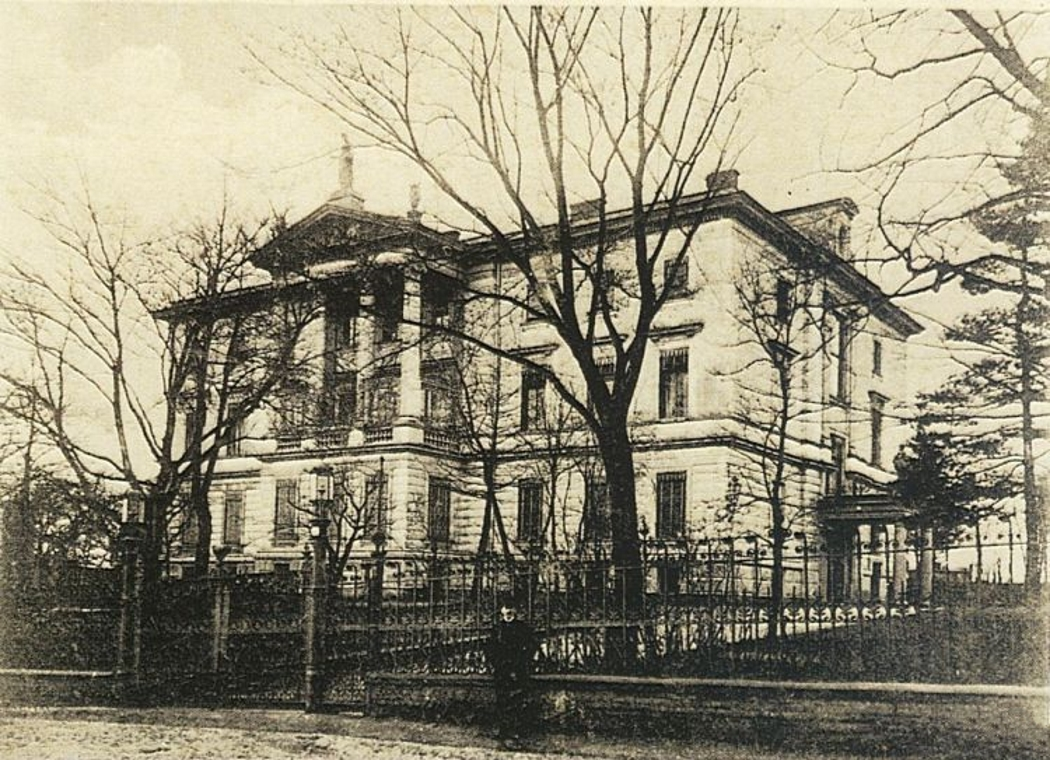
Willa na początku XX wieku

Willa została wzniesiona w 1882 dla Abrahama i Alberta Fränklów – synów Samuela, współudziałowców rodzinnej firmy włókienniczej S. Fränkel (późniejszy „Frotex”). Albert zamieszkał jednak w willi przy ul. Parkowej 2. Abraham zamieszkiwał willę przy ul. Nyskiej najpóźniej do swojej śmierci w 1904. W 1903 do willi wprowadził się jego siostrzeniec – Max Pinkus, który w kamienicy przy ul. Batorego 27 oraz w jednej z fabrycznych hal gromadził zbiory biblioteczne.
Bibliotekę Śląską, którą prowadził Pinkus, odwiedzały osobistości z kręgu niemieckiej kultury i nauki, a także studenci. W willi organizowano dla nich seminaria. Według Kurta Schwerina, bibliotekę wizytowali członkowie Górnośląskiego Związku Pisarzy, profesorowie Uniwersytetu Wrocławskiego oraz konserwatorzy sztuki. Regularnym gościem willi w Prudniku był pisarz Gerhart Hauptmann – laureat Nagrody Nobla i przyjaciel Maxa Pinkusa. Jego pierwsza wizyta datowana jest na 18 lub 19 sierpnia 1922.

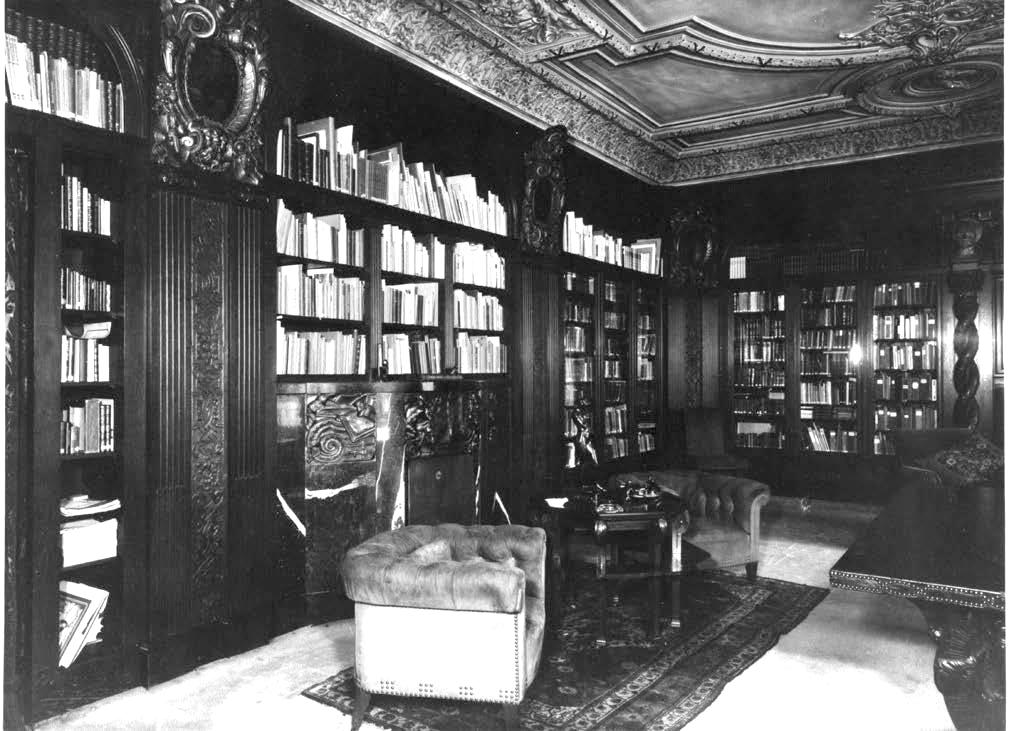
Sala biblioteczna (lata 30. XX wieku)

19 czerwca 1934 w salonie bibliotecznym zmarł Max Pinkus. Jego księgozbiór przypadł jego synowi, Klausowi Valentinowi. Nie przebywał on wówczas w Niemczech, co wykorzystali naziści, uznając go za politycznego zbiega. Był zmuszony przekazać państwu całą bibliotekę nieodpłatnie. Już w grudniu 1935 książnica nie znajdowała się w Prudniku. Została wywieziona do publicznych bibliotek we Wrocławiu i Raciborzu. Ernst Fränkel zajmował pomieszczenie na parterze willi do marca 1939, kiedy opuścił Prudnik. W 1941 jako właściciel budynku nadal figurował Klaus Valentin Pinkus, choć wciąż przebywał poza obszarem Niemiec.
Po II wojnie światowej i przejęciu Prudnika przez administrację polską, willa, nazywana „pałacykiem”, była wykorzystywana jako zakładowe przedszkole dla dzieci pracowników Zakładów Przemysłu Bawełnianego „Frotex”. Obiekt był remontowany. W dokumentacji konserwatora zabytków nadmieniono, że „adaptacja na przedszkole w niewielkim stopniu zmieniła układ wnętrz (wprowadzenie sanitariatów)”.
Na wniosek „Frotexu” z czerwca 1991, obiekt willi został wpisany do rejestru zabytków 28 listopada tegoż roku. Istniały wstępne plany ulokowania w willi miejskiej biblioteki. Przedszkole przestało funkcjonować w 1992, kiedy „Frotex” sprzedał budynek osobie prywatnej. Nowy właściciel przeprowadzał wstępną adaptację budynku do funkcji gastronomiczno-hotelowo-mieszkalnych. Docelowo miał to być „budynek zakwaterowania turystycznego z samodzielnym lokalem mieszkalnym właścicieli”. Adaptacja nie doszła do skutku, a willa pozostała nieudostępniona do zwiedzania.

## Nawiązania i odniesienia w kulturze

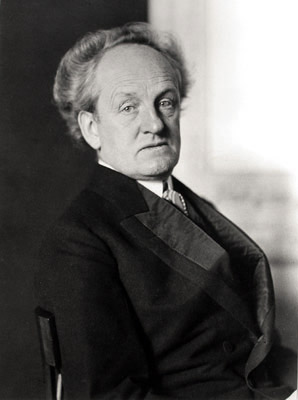
Noblista Gerhart Hauptmann – przyjaciel Maxa Pinkusa i regularny gość jego willi w Prudniku

Gerhart Hauptmann w swoim dramacie Przed zachodem słońca (1931) stworzył postać wzorowaną na Maxie Pinkusie. Główny bohater sztuki Hauptmanna, Mattias Clausen, jest filantropem i właścicielem zakładów przemysłowych, który mieszka we „wspaniałej willi, której główną część zajmuje imponująca biblioteka”.
Budynek został przedstawiony w opowiadaniu Lutnik autorstwa Hermanna Stehra, które napisał podczas pobytu w willi w Prudniku. Stehr opatrzył opowiadanie dedykacją: „Maxowi Pinkusowi, przyjacielowi, w którego domu ta historia została napisana, winno być również to wydanie zadedykowane”.
Willa została opisana w powieści Lato umarłych snów autorstwa niemieckiego pisarza Harry’ego Thürka, przedstawiającej sytuację Niemców w Prudniku tuż po II wojnie światowej: „Hirschke oglądał dom, olbrzymi budynek. Posiadał trzy piętra pełne dużych pokojów, rozległe korytarze, małe sale, dużą kuchnię w piwnicy, ogrzewanie oraz wiele nieużytkowanych pomieszczeń. […] Wszystko znajdowało się w opłakanym stanie. Od wyważonych drzwi, przez umyślnie powybijane okna, rozbite meble […] Willa ta w latach dwudziestych należała do żydowskiego fabrykanta, który prowadził wielką tkalnię. […] Nowi gospodarze właściwie nie użytkowali willi, dlatego w ostatnich latach służyła ona po części jako urząd katastralny, a po części za urząd skarbowy. Korytarze i pokoje pokrywały na wysokości kostki akta i formularze […] Na podłodze leżała historia finansów i ewidencja gruntów całego miasta”.

## Architektura i wnętrza

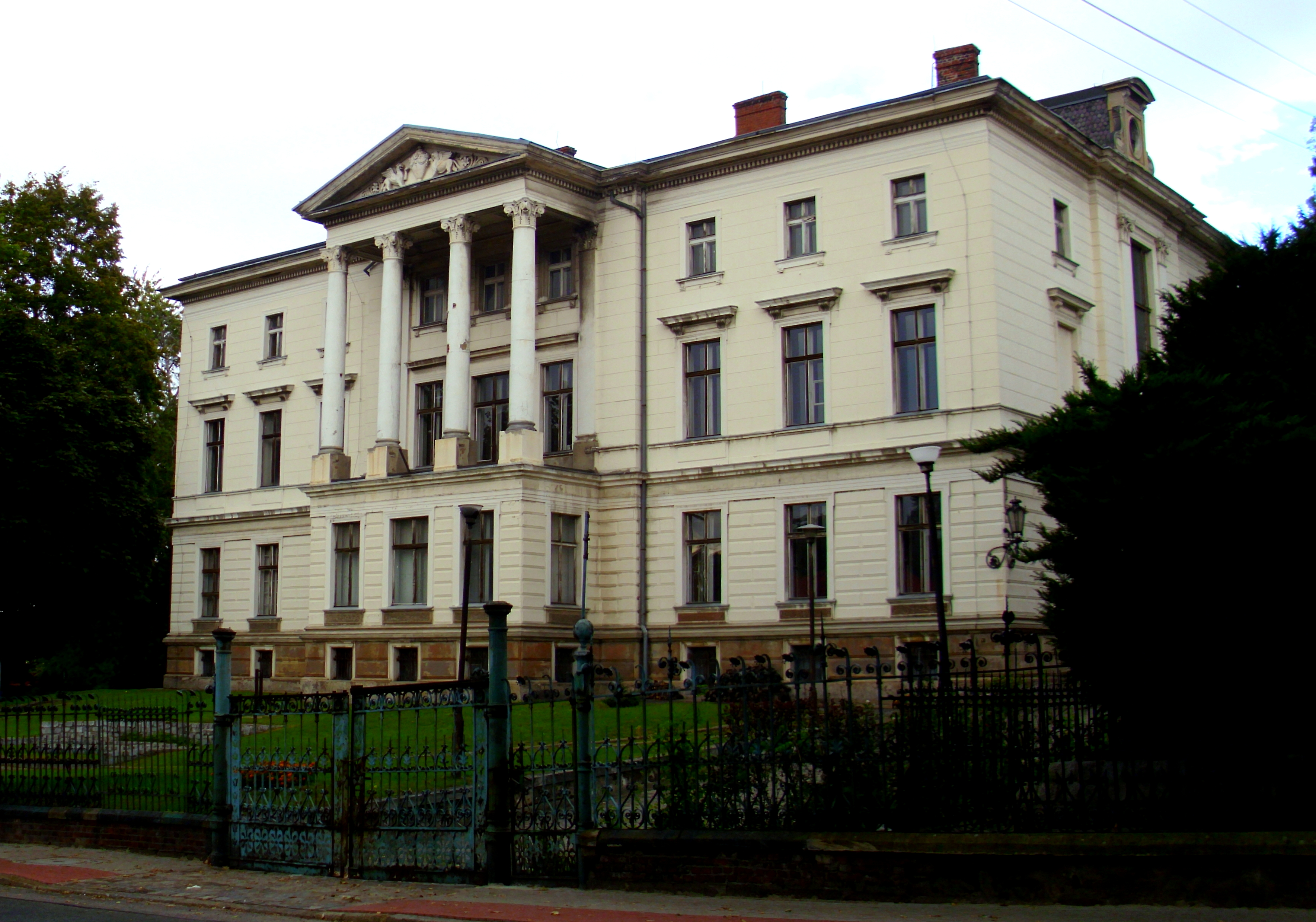
Fasada (2012)

Trzykondygnacyjny budynek wzniesiono w stylu neoklasycystycznym. Pełnił on funkcję reprezentacyjną. Od strony frontowej, zwróconej ku zachodowi, znajduje się czterokolumnowy portyk z korynckimi kolumnami. Od północy dwukondygnacyjny, półkolisty aneks. Od południa portyk wejściowy z dwoma kolumnami doryckimi, nad nim ganek zwieńczony dwoma wazonami. Po bokach wazonu zdobionego festonami draperii i maszkaronami uskrzydlone lwy i wić roślinna. Również od strony wschodniej ryzalit zaakcentowany jest zwieńczeniem w formie naczółka.

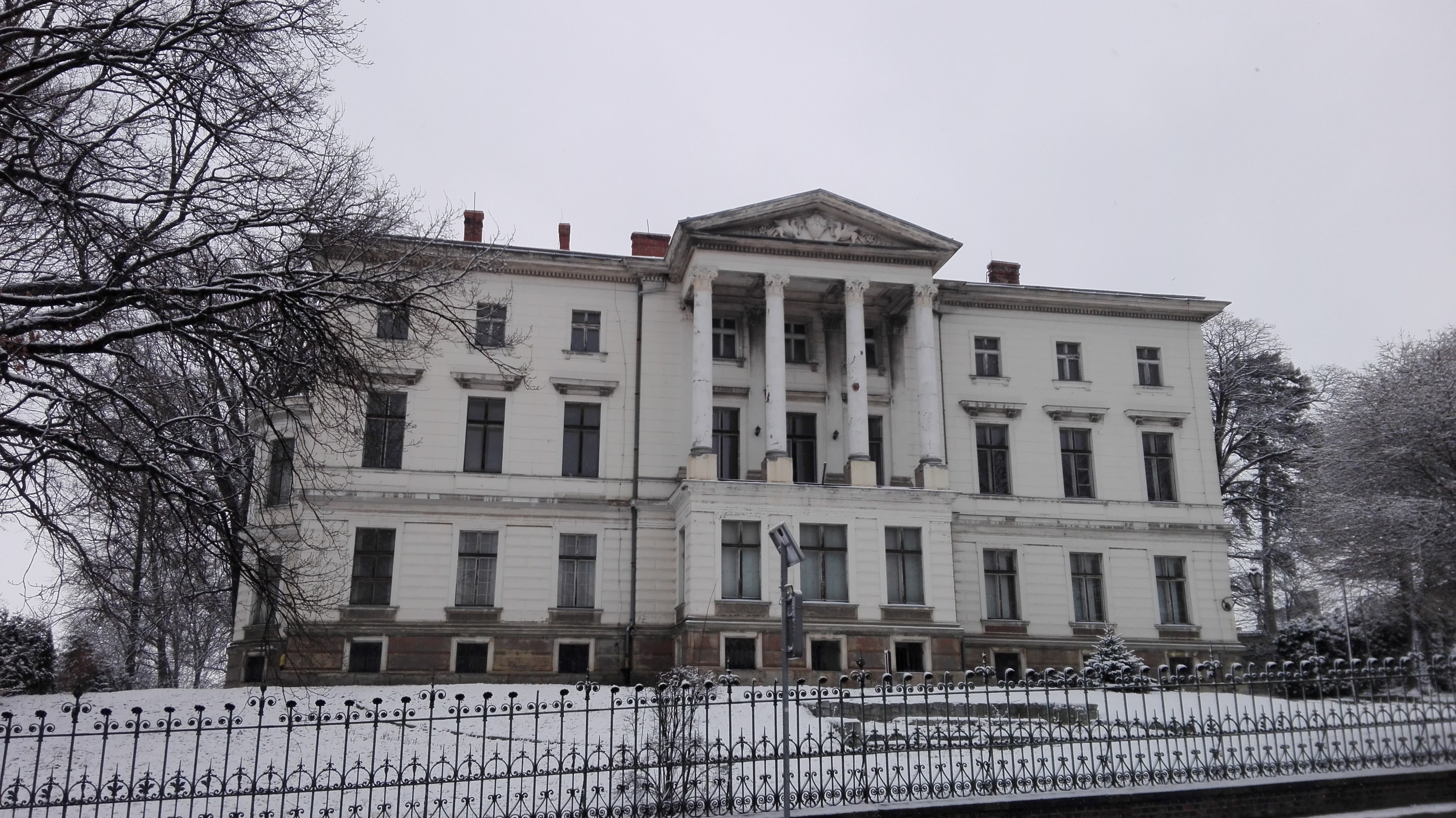
Fasada (2018)

Na zdjęciach willi z lat 20. XX wieku uwieczniona została figura przedstawiająca kobietę, usytuowana na dachu budynku od strony ul. Nyskiej. Inna figura, zachowana do czasów współczesnych, znajduje się po stronie wschodniej. Na elewacjach północnej i południowej dwie lukarny z oknami. Na jednym z okien na pierwszym piętrze, na jego bocznym skrzydle umieszczono monogram AF, odnoszący się do Abrahama Fränkla.
Przybliżony rozkład pomieszczeń został opisany przez Macieja Dobrzańskiego na łamach „Gazety Prudnik24” na podstawie dokumentów, opisów historycznych i dokumentacji fotograficznej. Wewnątrz willi, pomieszczenia w zachodniej i północnej części budynku mają duży metraż. Wschodni trakt podzielony na szereg pomieszczeń, w przeszłości zamieszkiwany prawdopodobnie przez służbę domu. Największym pomieszczeniem była sala kominkowa na parterze, pośrodku zachodniego traktu. Są w niej dekorowane otwory arkadowe z pilastrami jońskimi i łukami zdobionymi sznurami perełek. Kominek wykonano z marmuru, nad nim nastawa w formie lustra. Drugi kominek znajdował się w sąsiedniej sali kredensowej, wyłożonej mozaikowym parkietem.

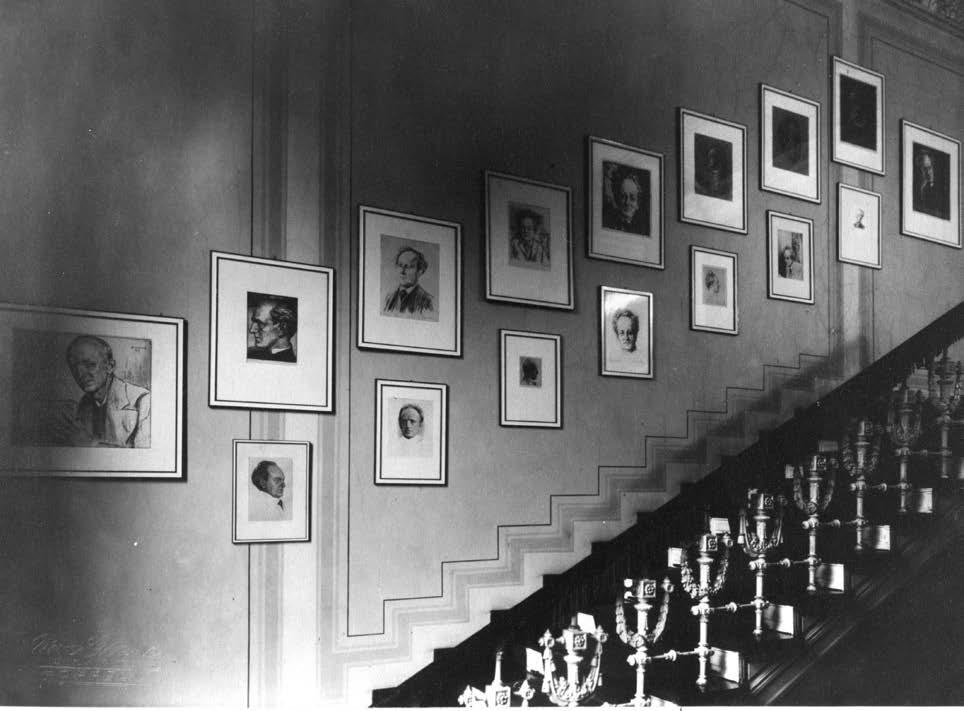
Portrety Gerharta Hauptmanna na ścianie klatki schodowej

Główne wejście do budynku znajduje się od strony południowej i prowadzi do klatki schodowej. Schody wyłożone marmurowymi płytkami, a metalowe balustrady ozdobione wieloczłonowymi tralkami w formie krzyża łacińskiego. W okresie, kiedy w willi mieszkał Max Pinkus, na ścianie wzdłuż schodów znajdowało się kilkanaście portretów Gerharta Hauptmanna. Druga klatka schodowa służyła mieszkańcom wschodniego traktu budynku. Główne schody prowadziły do reprezentacyjnych korytarzy na wszystkich piętrach. Rozdzielały one zachodni i wschodni trakt willi. Na parterze murowany kominek z arkadowym otworem paleniska. Korytarz piętro wyżej prowadził do Biblioteki Śląskiej. Do każdego z pomieszczeń prowadzą duże drzwi z wysokimi naczółkami. Tamże znajduje się kolejny kominek.

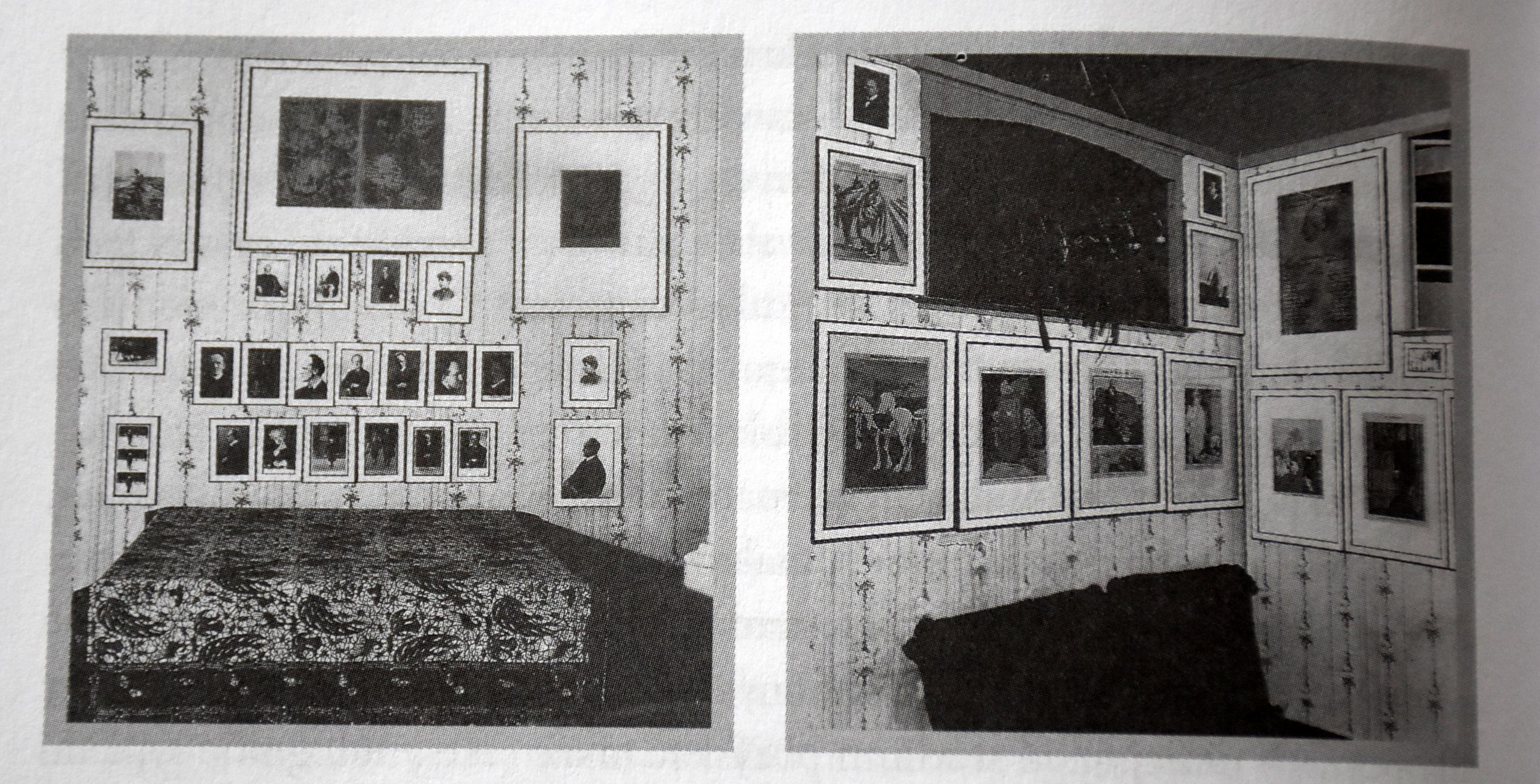
Sypialnia Maxa Pinkusa

Reprezentacyjna część Biblioteki Śląskiej znajdowała się w południowej części zachodniego traktu. Główny salon biblioteczny znajdował się w sali na prawo od tarasu. Arkadiusz Baron, autor biografii Maxa Pinkusa, utożsamia z biblioteką również salę z wyjściem na taras. Regały biblioteczne zachowały się w reprezentacyjnym pomieszczeniu. Na zdjęciach sypialni Pinkusa wykonanych przez Maxa Glauera uwiecznione zostały ściany pokryte licznymi portretami Gerharta Hauptmanna.
W okalającym willę ogrodzie znajdowała się sieć przeplatających się wzajemnie alejek, kwietniki, oczka wodne lub fontanny, „pawilon” (miejsce odpoczynku). W czasach współczesnych w obszarze, który stanowił północną część ogrodu, przy ul. Ogrodowej, znalazł się obiekt Publicznego Przedszkola nr 7.